# هنري فليتشير
هنري فليتشير (25 يوليو 1882 في المملكة المتحدة - 27 أكتوبر 1937 في المملكة المتحدة) (بالإنجليزية: Henry Fletcher)‏ هو لاعب كريكت بريطاني وبريطاني (وحمل سابقاً جنسية المملكة المتحدة لبريطانيا العظمى وأيرلندا). لعب مع نادي مقاطعة ديربيشاير للكريكت ‏.